# ITunes Top 500
De iTunes Top 500 is een sinds 2011 jaarlijks terugkerend radioprogramma van het Nederlandse  en Vlaamse radiostation Q-music. In dit programma worden de 500 meest gedownloade nummers van het betreffende jaar uit de iTunes Store in volgorde afgespeeld. 

## Nederlandse iTunes Top 500
In Nederland wordt de iTunes Top 500 uitgezonden verdeeld over 4 dagen (27-30 december). Op de vierde dag worden de bovenste 100 nummers uitgezonden. Het is de uitgebreide jaarlijkse lijst van het wekelijkse iTunes Top 30 programma, dat sinds 30 maart 2012 wekelijks door Wouter van der Goes wordt uitgezonden.
De Top 500 bevat naast veel nieuwe muziek ook bepaalde classics, omdat deze bijvoorbeeld gecoverd zijn tijdens The Voice Of Holland wat in 2012 populair was.
Q-music organiseert ook een muziek Quiz, waarbij downloads te winnen zijn. Aan de hand van de Top 500 kunnen luisteraars met deze quiz hun muziekkennis testen.  

### Nederlandse Top 10
In 2012 werd de iTunes Top 500 voor de tweede maal uitgezonden. De lijst met de meest gedownloade muziek in iTunes werd na de kerstdagen bekendgemaakt. De derde plaats was voor Gusttavo Lima met Balada (Tchê tcherere tchê tchê), de tweede plaats voor I Follow Rivers van Triggerfinger en op 1 kwam Ai Se Eu Te Pego van Michel Teló te staan. Vooral het laatste nummer is opmerkelijk te noemen. Het is de eerste keer dat een Portugees nummer lange tijd op één staat. De titel betekent vrij vertaald 'Als ik je te pakken krijg'.
| Jaar | 1                            | 2                             | 3                                              | 4                                             | 5                                     | 6                          | 7                                               | 8                               | 9                                                | 10                                |
| ---- | ---------------------------- | ----------------------------- | ---------------------------------------------- | --------------------------------------------- | ------------------------------------- | -------------------------- | ----------------------------------------------- | ------------------------------- | ------------------------------------------------ | --------------------------------- |
| 2011 | Adele Rolling in the Deep    | Alexis Jordan Happiness       | Bruno Mars Grenade                             | Gotye & Kimbra Somebody that I used to Know   | Pitbull & Afrojack Give Me Everything | Adele Set Fire to the Rain | Maroon 5 & Christina Aguilera Moves like Jagger | Adele Someone Like You          | Glennis Grace Afscheid                           | Martin Solveig & Dragonette Hello |
| 2012 | Michel Teló Ai Se Eu Te Pego | Triggerfinger I Follow Rivers | Gusttavo Lima Balada (Tchê tcherere tchê tchê) | Lykke Li I Follow Rivers (The Magician Remix) | Carly Rae Jepsen Call Me Maybe        | PSY Gangnam Style          | Sandro Silva & Quintino Epic                    | Gers Pardoel & Sef Bagagedrager | Asaf Avidan & The Mojos One Day / Reckoning Song | Sandra van Nieuwland More         |

## Vlaamse iTunes Top 500
In Vlaanderen wordt de iTunes Top 500 gedurende de eerste dagen van het volgende jaar uitgezonden (in 2012 van 1 tot en met 4 januari).

### Vlaamse Top 10
De Vlaamse iTunes Top 500 voor het jaar 2011 werd op 02-01-2012 om 06:00 uur bekendgemaakt. Adele bezette in de Top 5 maar liefst 3 plaatsen waaronder 2 in de Top 3. De derde plaats was voor Adele met Set fire to the Rain, de tweede plaats voor Gotye met Somebody That I Used to Know en op één kwam Adele met Rolling In The Deep te staan. 
| Jaar | 1                         | 2                                           | 3                          | 4                      | 5                       | 6                        | 7                                  | 8                                     | 9                    | 10                     |
| ---- | ------------------------- | ------------------------------------------- | -------------------------- | ---------------------- | ----------------------- | ------------------------ | ---------------------------------- | ------------------------------------- | -------------------- | ---------------------- |
| 2011 | Adele Rolling in the Deep | Gotye & Kimbra Somebody That I Used to Know | Adele Set Fire to the Rain | Adele Someone Like You | LMFAO Party Rock Anthem | Lykke Li I Follow Rivers | Pitbull & Ne-Yo Give me everything | Jennifer Lopez & Pitbull On the Floor | Agnes Obel Riverside | DJ F.R.A.N.K. Discotex |
| 2012 |                           |                                             |                            |                        |                         |                          |                                    |                                       |                      |                        |